# Leptogaster californica
Leptogaster californica är en tvåvingeart som beskrevs av Martin 1957. Leptogaster californica ingår i släktet Leptogaster och familjen rovflugor.
Artens utbredningsområde är Kalifornien. Inga underarter finns listade i Catalogue of Life.